# Escorta

Peloponeso e Ática na Idade Média

Escorta (em grego: τὰ Σκορτὰ; romaniz.: tà Skortà; em francês: Escorta) foi o nome utilizado nos séculos XIII e XIV, durante o período do governo franco no Peloponeso, para designar a porção montanhosa ocidental da região da Arcádia, que separou as planícies peloponésias costeiras do ocidente (Élida) e sudeste (Messênia) do planalto arcadiano no interior. O nome é encontrado principalmente nas várias edições da Crônica da Moreia. Também aparece, como Escodra ou Escorda (em grego: Σκορδὰ, Σκοδρὰ; romaniz.: Skodrà, Skordà) na crônica de Pseudo-Doroteu de Monemvasia.
A porção noroeste desta área, em torno de Ácova, foi também conhecida pelo nome grego Mesareia (em grego: Μεσαρέα; romaniz.: Mesaréa, um termo comum na Grécia para localidades insulares, cf. Mesária); em alguns casos, quando justaposto com Mesareia, o termo "Escorta" é limitado à porção sul, em torno de Carítena. A população local foi reconhecida por seu caráter rebelde, e nunca submeteu-se completamente aos príncipes francos da Acaia. Frequentemente rebelou-se, ajudada pelos gregos bizantinos da província de Mistras. Como resultado, duas das mais poderosas baronias da Acaia foram estabelecidas para controlar a região, a Baronia de Ácova no norte e a Baronia de Carítena (ou Escorta) no sul.
A região de Escorta ergueu-se em rebelião ca. 1302, quando o príncipe Filipe de Saboia (r. 1301–1307) criou novos impostos para os habitantes gregos locais. Tomando vantagem da ausência do marechal do principado, Nicolau III de Saint Omer, com muitas tropas em campanha na Tessália, e com a ajuda dos bizantinos de Mistras, os rebeldes tomaram e incendiaram os castelos de Santa Helena e de Crèvecoeur, e sitiaram o castelo de Beauforte. Quando o príncipe moveu-se com os recrutas de seus feudatários contra os gregos, contudo, os últimos resolveram retirar-se, e o governo franco foi rapidamente restabelecido sobre a região.